# Die unglaubliche Reise ins Universum
Die unglaubliche Reise ins Universum (Originaltitel: George’s Cosmic Treasure Hunt) ist das zweite Kinderbuch, das Stephen Hawking zusammen mit seiner Tochter Lucy Hawking schrieb. Es ist die Fortsetzung des Buches Der geheime Schlüssel zum Universum. In diesen Büchern werden wichtige Fakten und physikalische Phänomene des Universums spannend und verständlich für Kinder erklärt.

## Handlung
Annie und ihre Familie ziehen weg, weil Eric einen neuen Job bei der globalen Weltraumorganisation in Florida angenommen hat. Dies ist ein schwarzer Tag für George. Doch kurz darauf erhält er eine E-Mail von Annie, in der steht, dass er schleunigst nach Florida kommen soll, da Annie durch Cosmos, den Computer von Eric, einen geheimen Brief erhalten hat, der angeblich von Außerirdischen stammen soll. Der Brief und die darauf folgende Schatzsuche scheuchen Annie und George, zusammen mit Emmett durch das weite Universum. Dabei durchschreiten sie die Stadien der Entstehung neuen Lebens auf verschiedenen Planeten. Am Ende stellt sich heraus, dass Graham Reeper, Erics Erzfeind, hinter allem steckte.

## Wissenschafts-Einschübe
In die Geschichte eingebettet sind wissenschaftliche Aufsätze von sechs Autoren:
- Warum fliegen wir in den Weltraum? (Stephen Hawking)
- Eine Reise durchs Universum (Bernard Carr)
- Kontaktaufnahme mit Außerirdischen (Seth Shostak)
- Kam das Leben vom Mars? (Brandon Carter)
- Ist da draußen jemand? (Martin Rees)
- Wie findet man einen Planeten im Weltraum? (Geoff Marcy)
- Die bewohnbare Zone (Geoff Marcy)
- Wie man das Universum versteht (Stephen Hawking)